# Galina Sovetnikova
Galina Aleksandrovna Sovetnikova-Stepanova (russe : Галина Александровна Советникова-Степанова), née le 14 novembre 1955 à Pskov (RSFS de Russie), est une ancienne rameuse soviétique d'origine russe. Elle est médaillée de bronze aux Jeux de 1980.

## Carrière
Galina Sovetnikova fait partie de l'équipage de quatre sans barreuse qui remporte la médaille de bronze lors des Jeux olympiques d'été de 1980.

## Palmarès

### Jeux olympiques
- Jeux olympiques d'été de 1980 à Moscou ( Union soviétique) :
  -  médaille de bronze en quatre sans barreuse